# Efecte Jennifer i John
L'efecte Jennifer i John fa referència a un experiment realitzat per la Universitat Yale al 2012, on es demanava a docents qualificats dels departaments de ciències (física, química i biologia) de sis universitats d'investigació nord-americanes, que valoressin la sol·licitud presentada per un estudiant (John) o una estudiant (Jennifer) ficticis, per ocupar, en els seus departaments, el càrrec de cap de laboratori. La peculiaritat de l'experiment era que la documentació que avaluaven era la mateixa i només es diferenciava el nom i sexe de la persona.

## Estudi
Per a l'estudi es van escollir tres zones geogràfiques diferents i, dins cada zona, dues grans universitats, una de pública i una altra de privada. Els sis centres universitaris estan molt ben valorats i els responsables dels departaments a qui van enviar la documentació, estan considerants com a persones de molt alta productivitat científica. En total, es va enviar la documentació a 127 responsables: a 63 se'ls hi va enviar la de Jennifer i, a 64, la de John.
A cada responsable es va demanar la valoració de la documentació lliurada, en funció de tres aspectes (en una escala de 1 a 7): competència (competence), contractabilitat (hireability) i nivell de tutorització (mentoring) ; també se'ls hi va demanar quina remuneració consideraven que mereixia l'estudiant en qüestió, en funció dels seus mèrits. Com es lògic, el sexe del responsable també es va registrar com a possible factor de valoració.
A les dades obtingudes es va aplicar, en primer lloc, una anàlisi de la variància de dos factors: sexe de l'estudiant i sexe del responsable. En tots els casos, els factors l'efecte del qual, sobre cadascuna de les variables mesurades, va resultar significatiu, fou el sexe de l'estudiant.
També van realitzar una anàlisi de moderació per avaluar la incidència de factors que disminueixin o augmentin l'efecte demostrat. Per aquest motiu, van aplicar als responsables de l'avaluació de les sol·licituds, un test de sexisme (Modern sexism scale) per determinar si el grau de «negativitat no intencionada cap a les dones» (és a dir, de menyspreu inconscient de les dones) incidia en la percepció de la seva competència.

### Resultats
1.- Jennifer fou significativament (p<0,01) pitjor valorada que John en els tres aspectes i també fou mereixedora d'una remuneració més baixa.
Els tests d'efectes simples, van posar de manifest que Jennifer era menys competent (p<0,001) i menys contractable (p<0,001) que John, i el/la responsable estava disposat a dedicar-li menys temps de tutoria (p<0,001). En l'aspecte relatiu al salari, estava disposat/da a pagar 26.508 $ a Jennifer, mentre que a John li hagués pagat 30.238 $. La diferència es superior al 10% i és estadísticament significativa (p<0,01).
La major contractabilitat de John es deu, simplement, al fet que és percebut com a més competent que Jennifer.
2.- El sexe dels responsables que van avaluar les sol·licituds no va exercir efectes significatius.
Això vol dir que Jennifer no fou millor valorada per les responsables que pels responsables i tampoc va exercir cap efecte el rang acadèmic, el camp científic o l'edat dels avaluadors. Així doncs, John fou millor valorat amb caràcter general.
Els responsables de l'avaluació amb un biaix subtil contra les dones més intens, van ser els que van percebre Jennifer com a menys competent i menys contractable. També van ser qui menys temps li haguessin dedicat a la tutorització. Tot i així, no van valorar pitjor John de cap d'aquestes formes.

### Conclusions
- Constaten l'existència d'un biaix de gènere en la valoració de la competència de joves aspirants a científics i científiques professionals.
- La percepció de menor competència femenina fa que les joves tinguin menys opcions de ser seleccionades per a càrrecs de formació en investigació científica.
- El biaix de gènere té caràcter general, afecta per igual dones i homes, així com a persones acadèmiques de diferents edats, especialitats i rangs; és per això que es tracta, segurament, d'un biaix generat pels estereotips culturals molt estesos, i no per una intenció de perjudicar les dones de manera conscient.[1]